# لافکادیو هرن
پاتریک لافکادیو هرن (۲۷ جون ۱۸۵۰ - ۲۶ سپتامبر ۱۹۰۴)، که همچنین با نام ژاپنی کویزومی یاکومو نیز شناخته میشود، نویسنده‌ای بین‌المللی است که بهترین اثرش درباره ژاپن می‌باشد. مجموعه آثار او درباره داستان‌های ارواح و افسانه‌های ژاپنی جزء بهترین‌ها به شمار می‌آید. در ایالات متحده آمریکا هرن به خاطر نوشتن کتابی در مورد شهر نئواورلئان و اقامت ده ساله‌اش در آنجا مشهور است.